# Пятидесятническое движение в США
Пятидесятническое движение в США — часть всемирного пятидесятнического движения. Движение не представляет единства ни в богословских, ни в организационных вопросах, распадаясь более чем на 300 самостоятельных союзов. Общая численность верующих оценивается в 15 — 20 млн человек.

## История
Соединенные Штаты Америки являются родиной современного пятидесятнического движения. Датой рождения движения принято считать 1 января 1901 года, когда студенты библейской школы Ч. Ф. Парэма пережили крещение Духом Святым. Мощный толчок к развитию пятидесятнического движения дали собрания на Азуза-стрит в 1906 году.
Последовавшее десятилетие привело к созданию первых пятидесятнических объединений: Ассамблей Бога и Пятидесятнических ассамблей мира. В это же время доктрину крещения Духом Святым принимают ряд общин и союзов Движения святости. Это основанная в 1886 году Церковь Бога, афроамериканская Церковь Бога во Христе (основана в 1897 году) и Пятидесятническая церковь святости (основана в 1911 году).
Долгое время пятидесятники Америки оставались изолированными от других евангельских групп. Лишь с начала 40-х годов XX века происходит их постепенное сближение с другими фундаменталистскими церквами США.
Послевоенные годы движение характеризуется т. н. «пробуждением исцеления». Массовые собрания, проводимые евангелистами У. Бранхамом, О.Робертсом, А. Аленом, Г. Линдси, Т. Осборном во многом подготовили почву для возникновения харизматического движения.
В 1948 году крупнейшие американские союзы «белых» пятидесятников создали межденоминационный консультативный орган — Пятидесятническое Братство Северной Америки. Союз принимал активное участие в подготовке Всемирных пятидесятнических конференций. В октябре 1994 года организация была реформирована в союз Пятидесятнических/Харизматических Церквей Америки. В настоящий момент союз объединяет большинство пятидесятников и харизматов из США и Канады. Основные цели объединения — братское общение и поощрение сотрудничества.
Во второй половине 1990-х годов американские пятидесятники оказались затронуты т. н. «Браунсвилльским пробуждением» или «Пробуждением в Пенсаколе», начавшемся в 1995 году в поместной общине Ассамблей Бога в городе Браунсвилль, (Пенсакола, Флорида).

## Численность верующих
Точную численность пятидесятников в США назвать трудно в силу разных причин. Это и отсутствие единого административного центра, и взрывной рост афроамериканских харизматических церквей, и тот факт, что значительное число городских «белых» харизматических церквей не входят ни в одно объединение и часто позиционируют себя как «неденоминационные церкви».
Авторы «Энциклопедии Религии и Общества» (1998 год) указывают диапазон от 10 до 29 млн человек. По данным Pew Research Center в 2006 году в США проживало ок. 15 млн пятидесятников (или 5 % населения). Весьма авторитетная Всемирная Христианская Энциклопедия насчитала в 2001 году 16 млн пятидесятников и харизматов, отметив продолжающийся рост общин.
Исследование Christian Research называет цифру 20 млн верующих (2006 год). Справочное издание «Операция мир» содержит информацию о 21,68 млн пятидесятниках в США в 2010 году и указывает ежегодный прирост в 1,1 %.
За последние два десятилетия пятидесятническое движение в США увеличилось во много раз. Благодаря этому, пятидесятники стали третьей (после католиков и баптистов) религиозной группой Америки.
По данным Pew Research Center 56 % американских пятидесятников являются «белыми»; 20 % — афроамериканцами; 18 % — латиноамериканцами; 1 % — азиатами. Остальные 5 % американских пятидесятников принадлежать к смешанным или другим группам. Свыше половины пятидесятников США (52 %) проживают на Юге страны; 19 % — на Среднем Западе; 17 % на Западе и лишь 12 % в северо-восточном географическом регионе. Согласно тому же исследованию, 56 % прихожан пятидесятнических церквей — женщины; мужчины составляют 44 %.
По данным Ассоциации статистиков американских религиозных групп, в 2000 году пятидесятники являлись крупнейшей религиозной конфессией в 8 округах Америки — в Асотине, штат Вашингтон; в Витленде, штат Монтана; в Джозефине, штат Орегон; в Итоне, штат Мичиган; в Линне, штат Орегон; в Мак-Дауэлле, штат Западная Виргиния; в Полке, штат Орегон и в Уилере, штат Орегон.

## Основные деноминации
Традиционно, американских пятидесятников делят на классических (пятидесятники двух благословений и пятидесятники трех благословений), пятидесятников-унитариев, радикальных пятидесятников и харизматов.
Крупнейшей пятидесятнической деноминацией Северной Америки остается афроамериканская Церковь Бога во Христе. Основанная в 1897 году, она объединяет 5,5 млн прихожан и 15 тыс. поместных церквей. Ассамблеи Бога сообщают о 3 млн прихожан в 12 600 церквах (2011 год). Старейшая пятидесятническая церковь Америки — Церковь Бога (Кливленд, Теннесси) объединяет почти 1,1 млн верующих. Международная церковь четырёхстороннего Евангелия насчитывает 354 тыс. членов. Общины Международной пятидесятнической церкви святости посещают 330 тыс. верующих.
Среди других объединений классических пятидесятников следует назвать: Пятидесятническую церковь Бога (100 тыс.), Церковь Бога пророчеств (90 тыс.), Объединённую святую церковь Америки (50 тыс.), Церкви «Открытой Библии» (45 тыс.), афроамериканскую Церковь живого Бога (42 тыс.), Церковь Бога по вере (35 тыс.), Пятидесятническую баптистскую церковь свободной воли (28 тыс.), Христианскую церковь «Новый свет» (28 тыс.), Конгрегациональную церковь святости (25 тыс.), Елимское братство (21 тыс.), Ассамблею веры (17 тыс.), Святую церковь Америки «Гора Синай» (8 тыс.), Миссию апостольской веры (Портленд, Орегон — 5 тыс.), Церковь Бога (Горная Ассамблея — 5 тыс.), Международную пятидесятническую церковь Христа (5 тыс.), Независимые ассамблеи Бога, Объединенную пятидесятническую церковь во Христе.
Весьма заметную группу в США составляют пятидесятники-унитарии. Большинство из них сосредоточены в трех крупнейших объединениях: Пятидесятнических Ассамблеях Мира (1,65 млн верующих, в т.ч. 1,3 млн членов), Объединенной пятидесятнической церковь, международной (810 тыс. верующих, в т. ч. 646 тыс. членов) и Всемирной церкви нашего Господа Иисуса Христа библейского пути (250 тыс.). Помимо указанных, в США действуют и другие союзы пятидесятников-унитариев: Ассамблеи Господа Иисуса Христа (50 тыс.), Церковь Христова Крестный путь (50 тыс.), Церковь Господа нашего Иисуса Христа апостольской веры (30 тыс.), Пятидесятнические церкви апостольской веры (25 тыс.), Апостольская преодолевающая святая церковь Бога (15 тыс.), Первая церковь Иисуса Христа (10 тыс.).
Крупнейшими харизматическими объединениями являются: Братство баптистских церквей полного Евангелия (крупнейшая церковь черных харизматов), Братство церквей полного Евангелия (2,8 млн верующих в 8,3 тыс. церквях; крупнейшая церковь белых харизматов), Часовня на Голгофе, Ассоциация церквей Виноградника (189 тыс.). При этом, значительное число поместных харизматических церквей не входит ни в одно объединение.
Растущую группу американских пятидесятников составляют латиноамериканцы. При этом, если ранее испаноязычные церкви входили в крупные союзы (г.о. Ассамблеи Бога), то в последнее время наблюдается процесс формирования новых национальных союзов — пуэрто-риканских, мексиканских, бразильских, гватемальских.
С середины 80-х годов XX века десятки тысяч пятидесятников из стран бывшего Советского Союза иммигрировали в США. Большая часть русскоязычных пятидесятнических церквей входят в Объединение Славянских Церквей ХВЕП Америки, Союз ХВЕ Америки и Славянское отделение Церквей Ассамблеи Бога. Крупнейшей поместной церковью является Славянская миссионерская церковь «Вифания» (5 тыс. прихожан).